# Stofidentificatienummer

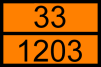
licht ontvlambare vloeistof (benzine)

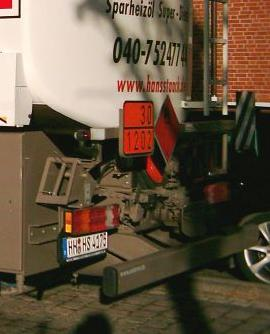
Tankwagen met huisbrandolie: op de achterzijde vinden we het stofidentificatienummer, 1202

Het stofidentificatienummer of UN-nummer (ook wel VN-nummer, Engels: UN number) is een getal van vier cijfers dat een gevaarlijke stof identificeert tijdens het transport, volgens de voorschriften van de Verenigde Naties, in de Recommendations on the Transport of Dangerous Goods, ook bekend als "het oranje boek". Het wordt onder meer gebruikt in de Overeenkomst voor het internationale vervoer van gevaarlijke goederen over de weg (ADR).
In de UN Model Regulations is een lijst opgenomen van stoffen volgens hun UN-nummer, met aanduiding van de bijhorende gevarenklasse en de bepalingen op het gebied van verpakkingen.
Enkele UN-nummers zijn:
- 1001 ethyn (acetyleen), opgelost
- 1002 lucht, samengeperst
- 1005 ammoniak, watervrij
- 1008 boortrifluoride
- 1011 butaan
- 1010 1,3-butadieen
- 1013 koolstofdioxide
- 1017 dichloor
- 1038 etheen, sterk gekoeld, vloeibaar
- 1044 brandblusapparaten die een samengeperst of vloeibaar gas bevatten
- 1045 difluor, samengeperst
- 1046 helium, samengeperst
- 1049 diwaterstof, samengeperst
- 1050 waterstofchloride, watervrij
- 1052 fluorwaterstof, watervrij
- 1066 distikstof, samengeperst
- 1072 dizuurstof, samengeperst
- 1073 dizuurstof, sterk gekoeld, vloeibaar
- 1075 petroleumgassen, vloeibaar gemaakt
- 1076 fosgeen
- 1077 propeen
- 1088 acetaal
- 1090 aceton
- 1114 benzeen
- 1120 butanolen
- 1125 n-butylamine
- 1131 koolstofdisulfide
- 1133 lijmen met brandbare vloeistof
- 1145 cyclohexaan
- 1170 ethanol in oplossing
- 1202 stookolie, dieselolie
- 1203 benzine
- 1223 kerosine
- 1230 methanol
- 1263 verf, vernis en aanverwante producten zoals verdunner
- 1266 parfumerieproducten met brandbare oplosmiddelen
- 1268 petroleum producten
- 1294 tolueen
- 1299 terpentijn
- 1300 kunstterpentijn (white spirit)
- 1307 xylenen
- 1544 cafeïne
- 1547 aniline
- 1744 dibroom
- 1779 mierenzuur
- 1789 zoutzuur
- 1790 waterstoffluoride
- 1791 natriumhypochloriet
- 1805 fosforzuur
- 1823 natriumhydroxide
- 1824 natronloog
- 1830 zwavelzuur
- 1863 brandstof voor straalvliegtuigen
- 1950 spuitbussen (aerosolen)
- 1962 etheen
- 1965 mengsel van koolwaterstofgassen, vloeibaar gemaakt (bijvoorbeeld lpg)
- 1966 diwaterstof, sterk gekoeld, vloeibaar
- 1967 insecticide, gas, giftig, niet elders genoemd
- 1968 insecticide, niet elders genoemd
- 1969 isobutaan
- 1971 methaan of aardgas, samengeperst
- 1972 methaan of aardgas, sterk gekoeld, vloeibaar
- 1977 distikstof, sterk gekoeld, vloeibaar
- 1978 propaan
- 2014 waterstofperoxide, 20 - 60 % oplossing in water
- 2015 waterstofperoxide, meer dan 60 % oplossing in water (gestabiliseerd)
- 2030 hydrazine, oplossing in water
- 2031 salpeterzuur (met uitzondering van roodrokend salpeterzuur)
- 2032 roodrokend salpeterzuur
- 2073 ammoniak oplossing in water
- 2187 koolstofdioxide, sterk gekoeld, vloeibaar
- 2188 arsine
- 2199 fosfine
- 2209 formaldehyde (oplossing)
- 2212 asbest (crocidoliet, amosiet, mysoriet)
- 2304 naftaleen, gesmolten
- 2312 fenol, gesmolten
- 2447 fosfor, gesmolten
- 2448 zwavel, gesmolten
- 2570 cadmiumverbindingen
- 2588 pesticide, vast, giftig, niet elders genoemd
- 2590 asbest, wit (chrysotiel, actinoliet, anthofylliet, tremoliet)
- 2794 batterijen gevuld met vloeibare zure elektrolyt
- 2795 batterijen gevuld met vloeibare alkalische elektrolyt
- 2800 gesloten batterijen gevuld met vloeibare elektrolyt
- 2809 kwik
- 2821 fenol, oplossing
- 2871 antimoonpoeder
- 3066 verf en verwante producten (verdunner, oplosmiddel...)

Ontplofbare stoffen (gevarenklasse 1) hebben een UN-nummer kleiner dan 1000.

## Voetnoten
1. ↑  ADR 2021. www.rijksoverheid.nl (1 juni 2021). Geraadpleegd op 15 februari 2023.
2. ↑  Model Regulations Rev.22 (Volume I). UNECE. Geraadpleegd op 15 februari 2023.